# Länsväg 176
De Zweedse weg 176 (Zweeds: Länsväg 176) is een provinciale weg in de provincie Västra Götalands län in Zweden en is circa 15 kilometer lang.

## Plaatsen langs de weg
- Strömstad

## Knooppunten
- E6 bij Strömstad (begin)
- In buurt van E6 (einde)